# Vangelis
Evànguelos Odisseas Papathanassiu, més conegut pel nom artístic de Vangelis (grec: Ευάγγελος Οδυσσέας Παπαθανασίου)  (Agria, 29 de març de 1943 - 15è districte de París, 17 de maig de 2022), fou un compositor i multiinstrumentista originari de Grècia, un dels més destacats del corrent de la música New Age (també anomenada música ambient); però també de música electrònica, rock progressiu, jazz, i música per a orquestra. Tot i que en els seus discos hi havia una gran varietat d'instruments (que acostumava a tocar ell mateix), hi destaquen el piano i els sintetitzadors.
Sense haver estudiat ni solfeig ni haver rebut classes formals de música, Vangelis fou considerat com un virtuós intèrpret. Durant la seva carrera va editar discos en solitari i material compost i interpretat amb altres artistes, com Jon Anderson (del grup Yes), a més de compondre bandes sonores de pel·lícules i documentals. L'any 1981 compongué la banda sonora de la pel·lícula Carros de foc, amb la qual guanyà un Oscar l'any següent; a més, va compondre la banda sonora d'altres pel·lícules de gran èxit, com Blade Runner (també de 1982) o 1492: Conquest of Paradise (1992).

## Inicis
Vangelis nasqué el 29 de març de l'any 1943 a Agria (Tessàlia), un poble de la costa que actualment forma part de Volos; és fill d'un pare pintor, amant de la música, i d'una mare cantant. Aprengué a tocar el piano de manera autodidacta als 4 anys, i als 6 anys donà el seu primer recital públic. Cada vegada més interessat en els instruments musicals electrònics, Vangelis fou un dels primers músics grecs a adquirir un orgue Hammond, i a principis dels anys 60 formà el seu primer grup, Formynx. Més endavant, juntament amb Lucas Sideras i el seu cosí, el cantant Demis Rusos, formà un nou grup, Aphrodite's Child, amb el qual va conèixer l'èxit a escala mundial. Durant aquesta època el grup va veure's obligat a exiliar-se a Londres i, posteriorment, a París, degut al cop d'estat de 1967, anomenat «el cop dels coronels». Durant la seva estada a la capital de França, Aphrodite's Child aconseguí un contracte amb la discogràfica Philips Records.
El grup Aphrodite's Child aconseguí durant els anys següents diferents èxits a tot el món. Tanmateix, durant les sessions d'enregistrament del disc 666 - The Apocalypse of John, les tensions a dintre del grup van portar a la seva dissolució, de manera que aquest va ser el seu últim àlbum de material nou. No obstant això, Vangelis i Demis Rusos col·laborarien posteriorment en diverses ocasions.

## Primers treballs
Durant la seva estada al grup Aphrodite's Child, Vangelis va editar diversos treballs en solitari, entre ells la música de diversos documentals del director francès Frédéric Rossif; un d'ells, L'Apocalypse des animaux, enregistrat el 1970 i publicat el 1973, mostra el seu eclecticisme musical en l'ús d'una gran varietat d'instruments. En els seus següents discos, Vangelis va fer un ús creixent dels sintetitzadors i seqüenciadors; Earth (1973) encara arrossega part de les influències del seu anterior grup, Aphrodite's Child, però Heaven and Hell (1974) —ja enregistrat als seus estudis Nemo, de Londres— mostra primeres pinzellades de la seva evolució musical. En aquest disc hi participà el cantant John Anderson, del grup musical Yes; Anderson i Vangelis col·laborarien posteriorment en una sèrie de discos als anys 80.
Treballs posteriors com Albedo 0.39 o Spiral, que combinen seccions molt percussives i passatges tranquils i relaxants, tingueren molt bona acollida; fins i tot l'astrònom Carl Sagan utilitzà diversos temes dels discos de Vangelis com a sintonia del seu programa documental Cosmos. «Hymne» i «L'Enfant» (extrets del disc L'Opéra Sauvage, banda sonora d'un altre documental de Frédéric Rossif, de 1979) són dos dels temes més representatius de l'estil de Vangelis.

## Carros de foc: el triomf definitiu
Durant els anys 80, Vangelis va compondre música per a diverses bandes sonores, moltes de les quals 
contenen el material més característic i reeixit del compositor. L'any 1981 Vangelis compongué la banda sonora de la pel·lícula anglesa Carros de foc, treball pel qual va rebre un Oscar l'any següent; a més, el tema titular fou editat en format senzill i coronà les llistes estatunidenques el 1982. Tanmateix, uns anys després de la publicació d'aquest disc, el músic grec Stavros Logarides demandà a Vangelis acusant-lo de plagi: segons ell, les quatre primeres notes de la melodia del tema «Titles» de Carros de foc havien estat copiades d'una cançó seva anomenada «City of Violets» publicada el 1976; el judici se celebrà el 1987 i durà dues setmanes. Si bé va comprovar-se que la seqüència inicial de les dues cançons era idèntica, es descobrí que Vangelis ja havia compost un altre tema el 1970 (encara com a membre dels Aphrodite's Child) amb la mateixa seqüència i, per tant, els papers s'invertiren: finalment Vangelis guanyà el plet i pogué rebre una indemnització.
A més de Carros de foc, Vangelis realitzà la música d'altres pel·lícules, com Missing (1982), Blade Runner (1982), el film japonès Nankyoku Monogatari (1983) i The Bounty (1984); a més, el tema «L'Enfant» fou inclòs a la banda sonora de la pel·lícula L'any que vam viure perillosament (1982), de Peter Weir.
A més d'aquestes col·laboracions cinematogràfiques, Vangelis va editar nombrós material durant aquest període: discos en solitari —See you later, 1980; Soil Festivities (1984), Mask (1985), Invisible Connections, Direct (1988) o la recopilació Themes, de 1989—, discos amb Jon Anderson —Short Stories, The Friends of Mr. Caïro, Private Collection i Page of Life—, música per a ballets i col·laboracions amb artistes grecs com Irene Papas.

## Esdeveniments posteriors
Durant els anys 90 Vangelis edità diversos àlbums com The City, Voices (on tornava a fer servir cantants), Oceanic (un dels seus discos més relaxants) o El Greco, inspirat en l'obra del pintor del mateix nom renaixentista originari de Creta. A més, compongué el 1992 la banda sonora de la pel·lícula 1492: Conquest of Paradise, una altra obra de Ridley Scott dedicada al 500è aniversari del descobriment d'Amèrica per part de Cristòfor Colom.
D'altres llançaments inclouen l'obra orquestra Mythodea (2001) i la banda sonora de la pel·lícula Alexander, d'Oliver Stone, a més de la composició de la peça de clausura dels Jocs Olímpics de Sydney del 2000. El 2007 edità una edició en triple CD de la banda sonora de Blade Runner per commemorar el seu 25è aniversari, a més d'una nova banda sonora, de la pel·lícula grega El Greco.
Va morir el 17 de maig de 2022, als 79 anys. Va ser incinerat al crematori del cementeri del Père-Lachaise de París.

## Discografia
- Fonts:[23][24]

### Àlbums d'estudi
| - Fais que ton rêve soit plus long que la nuit (1972) - Earth (1973) - Heaven and Hell (1975) - Albedo 0.39 (1976) - Spiral (1977) - Beaubourg (1978) - Hypothesis (1978; unofficial) - The Dragon (1978; unofficial) - China (1979) - See You Later (1980) - Soil Festivities (1984) - Mask (1985) | - Invisible Connections (1985) - Direct (1988) - The City (1990) - Foros Timis Ston Greco (1995) - Voices (1995) - Oceanic (1996) - El Greco (1998) - Mythodea – Music for the NASA Mission: 2001 Mars Odyssey (2001) - Rosetta (2016) - Nocturne: The Piano Album (2019) - Juno to Jupiter (2021) |

### Bandes sonores
| - L'Apocalypse des animaux (1973) - Do You Hear the Dogs Barking (1975) - La Fête sauvage (1976) - Opéra sauvage (1979) - Chariots of Fire (1981) - Blade Runner (1994; official) - Antarctica (1983) | - The Bounty (1984) - 1492: Conquest of Paradise (1992) - Alexander (2004) - Blade Runner Trilogy: 25th Anniversary (2007) - El Greco: Original Motion Picture Soundtrack (2007) - Chariots of Fire – The Play: Music from the Stage Show (2012) |

## Guardons
- 1982: Oscar a la millor banda sonora de pel·lícula per Carros de foc.
- 1996: Millors crèdits de sèrie de televisió/pel·lícula als Premis Lleó d'Or de RTL per 1492: Conquest of Paradise.
- 1997: Premi George-Delerue al festival de cinema de Gant per Kavafis.
- 2004: La música més intrusiva als Stinkers Bad Movie Awards per a Alexandre.
- 2005: Premi del públic als World Soundtrack Awards per a Alexandre.
- 2007: Premi a la millor música al Festival Internacional de Cinema de Tessalònica per El Greco.

### Nominacions
- 1981: Millor banda sonora de pel·lícula (Los Angeles Film Critics Association Awards) per Carros de foc.
- 1982: Millor banda sonora de pel·lícula (Premis BAFTA) per Carros de foc.
- 1982: Millor enregistrament de l'any (Premis Grammy) per Carros de foc.[25]
- 1983: Millor banda sonora de pel·lícula (Premis BAFTA) per Blade Runner i Missing.
- 1983: Millor banda sonora (Globus d'Or) per Blade Runner.
- 1984: Millor banda sonora de pel·lícula (Premis de l'Acadèmia Japonesa) per a Nankyoku monogatari.
- 1997: Grammy al millor àlbum de new-age per Oceanic.[25]
- 2017: Grammy al millor àlbum de new-age per Rosetta.[25]

## Honors
- Cavaller de la Legió d'Honor (2001}
- Comanador de l'Orde de les Arts i les Lletres (2017)
- Comanador de l'Orde del Fènix (2020)